# 北史演義
北史演义，清朝章回小说，六十四卷。初版为乾隆癸丑年（1793年）原刊本，题 “玉山杜纲草亭氏编次，云间许宝善穆堂氏批评”, “门人谭载华南溪氏校订”。
作者杜纲，字振三，别号草亭老人，江苏昆山人。叙南北朝时北朝历史故事。故事是写北魏宣武帝时，高妃害死于皇后母子，立胡妃子为太子。宣武帝崩，太子元诩继位，即魏孝明帝。中间经历六镇之乱，重点在高欢父子建立北齐帝国，以北周灭齐、隋朝统一而告终。